# Richard Ramirez
Richard Ramirez, all'anagrafe Ricardo Leyva Muñoz Ramírez (El Paso, 29 febbraio 1960 – Greenbae, 7 giugno 2013), è stato un serial killer statunitense. Soprannominato dai media "Night Stalker", il cacciatore della notte, uccise almeno 16 persone dal 10 aprile 1984 al 24 agosto 1985.
Il 31 agosto 1985 è stato catturato ed affidato nelle mani della giustizia. È stato condannato nel 1989 alla camera a gas per 41 crimini, tra cui 16 omicidi. La sua esecuzione sarebbe dovuta avvenire nel 2007, ma un tribunale ha accolto l'ultimo appello di Ramirez, facendo slittare l'esecuzione in data da designare. L'esecuzione non è mai avvenuta vista la prematura morte dell'assassino. Anche Ramirez ha trascorso gli anni in prigione, come John Wayne Gacy, dipingendo quadri.

## Biografia
Julian e Mercedes Ramirez ebbero cinque figli, il quinto nato fu Richard Ramirez. La madre era cattolica, suo padre un ex poliziotto in seguito passato a lavorare come operaio sull'autostrada di Santa Fe. Il padre di Richard credeva fermamente nelle punizioni corporali come metodo educativo. Era molto legato alla sorella Ruth Ramirez. 
Ramirez potrebbe essere stato influenzato da suo cugino, Mike, un veterano della guerra del Vietnam che spesso si vantava con lui di aver ucciso e torturato decine di nemici, mostrandogli anche delle foto Polaroid delle vittime. Queste includevano immagini di svariate teste decapitate di donne vietnamite, con le quali in altre foto Mike praticava del sesso orale. Ramirez era presente la notte in cui Mike sparò alla moglie, uccidendola,con un fucile a pompa puntato alla testa. Richard aveva 13 anni all'epoca.

### Storia criminale
Il 10 aprile 1984 qualcosa fece scattare nella mente di Ramirez la voglia di uccidere e di intraprendere una lunga mattanza che lo vedrà come protagonista fino al 31 agosto 1985, giorno della sua cattura. Nell'hotel dove lavorava vide una bambina con il fratello più piccolo che piangeva perché aveva perso una banconota. Ramirez attirò la bambina nel seminterrato facendole credere di aver visto la banconota, la violentò, la uccise e appese i suoi vestiti su un tubo di aerazione. Il caso non fu preso in considerazione ma, dopo l'arresto di Ramirez, nel 2009 gli investigatori attribuirono l'assalto come responsabilità di Ramirez, portando il numero delle vittime a 16.
Il 28 giugno 1984 Ramirez decise nuovamente di intraprendere la furia omicida e di spostarsi a Glassell Park, una zona a nord di Los Angeles. Forzò una porta e fece così spaventare Jennie Wincow, un'anziana donna. La assalì, la torturò, la uccise e scappò di fretta. A causa della poca risonanza mediatica questo caso fu poco preso in considerazione e, ancora oggi, sono in corso accertamenti da parte della polizia per cercare di attribuire questo delitto atroce a Ramirez.
Il 20 febbraio 1985 Ramirez attaccò due donne di un'età compresa tra i 40 e 50 anni nella loro casa a Telegraph Hill, nella contea di Los Angeles, pugnalandole a morte.
Il 17 marzo 1985, Ramirez attaccò la ventiduenne Maria Hernandez fuori dalla sua abitazione, sparandole prima di entrare in casa della ragazza. Dentro trovò Dayle Okazaki, 34 anni, che Ramirez uccise immediatamente. La Hernandez invece sopravvisse: il proiettile sparatole da Ramirez era rimbalzato sopra le chiavi di casa che la ragazza aveva istintivamente portato al petto per proteggersi dal colpo.
Dopo circa un'ora dall'omicidio della Okazaki, Ramirez colpì nuovamente a Monterey Park. Sulla scena del delitto fu ritrovato un cappellino da baseball con il logo degli AC/DC. Assalì la trentenne Tsai-Lian Yu, trascinandola fuori dalla sua auto e sparandole due colpi di arma da fuoco prima di fuggire. La ragazza venne ritrovata ancora in vita da un poliziotto, ma spirò poco prima dell'arrivo dell'ambulanza. I due omicidi ebbero una grossa risonanza nei media locali, scatenando il panico tra i residenti delle zone colpite.
Il 27 marzo Ramirez sparò a Vincent Zazzara, 64 anni, e a sua moglie Maxine, 44. Il corpo della signora Zazzara fu violentato e mutilato con diverse coltellate e le venne incisa la lettera T sul seno sinistro, mentre le furono cavati anche gli occhi. I cadaveri di Vincent e Maxine furono scoperti nella loro abitazione di Whittier dal figlio della coppia, Peter. L'autopsia determinò che le varie mutilazioni erano avvenute post mortem. Ramirez lasciò delle impronte di scarpe da ginnastica marca Avia sul luogo del delitto, che la polizia fotografò ed archiviò. All'epoca questi erano gli unici indizi in possesso della polizia. I proiettili trovati sulla scena del crimine furono confrontati con quelli rinvenuti durante i precedenti omicidi, e gli agenti capirono di trovarsi di fronte ad un assassino seriale. Gli omicidi erano infatti opera della stessa persona.
Due mesi dopo l'uccisione degli Zazzara, Ramirez attaccò una coppia di cinesi: Harold Wu, 66 anni, e sua moglie, Jean Wu, 63. L'uomo venne ucciso con un colpo di pistola alla testa, mentre la donna venne picchiata, legata e ripetutamente violentata. Per ragioni sconosciute, stavolta Ramirez decise di lasciarla in vita. Gli impulsi omicidi di Ramirez si facevano di giorno in giorno più violenti. Lasciava dietro di sé sempre più indizi, e fu in questo periodo che venne soprannominato "The Night Stalker" dai mass media. Le vittime sopravvissute descrivevano il killer come un uomo alto di etnia ispanica, con lunghi e ricci capelli neri, il viso scarno e allungato e la dentatura in pessime condizioni.
Il 29 maggio 1985 Ramirez assaltò Malvial Keller, 83 anni, e la sorella disabile di lei, Blanche Wolfe, 80 anni, picchiandole entrambe con un martello. Ramirez cercò anche di violentare la Keller, senza però riuscirvi. Utilizzando un rossetto disegnò un pentacolo sulla parete della stanza da letto e su una coscia dell'anziana donna. Blanche sopravvisse all'attacco. Il giorno seguente, Carol Kyle, 41 anni, fu legata, picchiata e sodomizzata da Ramirez, mentre il figlio undicenne della donna era stato rinchiuso nell'armadio dal killer.
Durante giugno e luglio, altre tre donne furono uccise. Due ebbero la gola tagliata, una picchiata a morte; tutte e tre furono assalite nelle loro case. Il 26 giugno Ramirez rapì di notte, prelevandola dalla sua stanza, la piccola Anastasia Hronas, una bambina di 6 anni; dopo averla ripetutamente violentata la lasciò libera, abbandonandola nei pressi di un benzinaio. Il 5 luglio Whitney Bennett, 16 anni, e Linda Fortuna, 63, furono attaccate da Ramirez, ma riuscirono entrambe a sopravvivere. Il 20 luglio Ramirez colpì addirittura due volte nello stesso giorno. A Sun Valley sparò, uccidendolo, a un uomo di 32 anni, Chitat Assawahem, mentre la moglie Sakima, 29 anni, fu picchiata e costretta ad un rapporto orale; Ramirez sodomizzò anche il figlio di 8 anni della coppia, davanti agli occhi della madre. Più tardi assalì una coppia a Glendale, Maxson Kneiding, 66 anni, e sua moglie Lela, anche lei 66 anni; entrambi furono uccisi e i cadaveri mutilati.
Il 6 agosto Ramirez sparò sia a Christopher Petersen, 38, sia alla moglie di lui, Virginia, 27. Miracolosamente, sopravvissero entrambi. L'8 agosto seguente Ramirez colpì a Diamond Bar, uccidendolo, Ahmed Zia, 35 anni, e poi violentò la moglie dell'uomo, Suu Kyi, 28 anni.
Successivamente Ramirez lasciò la zona di Los Angeles. Il 17 agosto uccise un uomo di 66 anni a San Francisco, picchiando e sparando anche alla moglie dell'uomo. La donna riuscì a sopravvivere e fu in grado di identificare il suo assalitore dagli identikit preparati dalla polizia. Sulla scena del crimine, Ramirez utilizzò un rossetto per disegnare un pentacolo e scrivere le parole "Jack the Knife" sul muro della stanza da letto; poi, dopo aver rubato del cibo dal frigorifero, vomitò sul pavimento in cucina e si masturbò sul tappeto del salotto.
La svolta decisiva nel caso ebbe luogo il 24 agosto 1985. Ramirez viaggiò per cinquanta miglia dal sud di Los Angeles a Mission Viejo, ed irruppe nell'appartamento di Bill Carns, 29 anni, e della fidanzata, Inez Erickson, 27. Ramirez sparò in testa a Carns e violentò Erickson. La costrinse ad inneggiare a Satana e, poco dopo, la forzò ad un rapporto orale. Poi la legò e se ne andò. Erickson riuscì a strisciare fino alla finestra e a scorgere l'auto di Ramirez, una Toyota station wagon di colore arancio. Fu inoltre in grado di dare una descrizione dettagliata del criminale alla polizia. Un adolescente identificò l'auto della quale aveva sentito parlare al notiziario, e si segnò la targa del veicolo. L'auto rubata venne rinvenuta il 28 agosto, e la polizia riuscì ad ottenere le impronte digitali dell'assassino prelevandole dal finestrino di una portiera dell'auto. Le impronte si rivelarono quelle del già schedato Richard Muñoz Ramirez, descritto come un venticinquenne ispanico con una lunga serie di precedenti per stupro e spaccio di droga.
Due giorni dopo, la sua foto segnaletica venne trasmessa in televisione e stampata sui principali quotidiani della California. Ramirez fu riconosciuto, circondato e quasi linciato da una folla di passanti a East Los Angeles, mentre stava cercando di rubare un'auto: gli agenti accorsi sul posto dovettero disperdere la folla per impedire che i cittadini inferociti uccidessero Ramirez.

### Processo e detenzione
L'udienza preliminare per il caso iniziò il 22 luglio 1988, e si concluse il 20 settembre 1989 con Ramirez ritenuto colpevole di 13 omicidi, 5 tentati omicidi, 11 violenze sessuali, e 14 furti con scasso. Durante la fase penale del processo, il 7 novembre 1989, Ramirez fu condannato a 19 pene di morte. Il processo di Richard Ramirez fu uno dei più lunghi e complessi procedimenti giudiziari della storia americana. Più di 100 testimoni furono chiamati a deporre durante i dibattimenti, e mentre alcuni faticavano a ricordare precisamente avvenimenti accaduti quattro anni prima, altri si dissero sicuri che l'assassino fosse proprio Richard Ramirez, il quale si presentò in aula con un pentacolo tatuato sul palmo di una mano esclamando "Ave Satana!". 
Il 3 agosto 1988 il Los Angeles Times riportò la notizia che alcune guardie carcerarie avevano raccontato di aver sentito Ramirez che diceva di voler sparare al procuratore distrettuale in aula, con una pistola che intendeva contrabbandare in tribunale di nascosto. Di conseguenza, venne installato un metal detector all'entrata dell'aula e furono disposti severi controlli. Il 14 agosto il processo fu interrotto perché uno dei giurati, tale Phyllis Singletary, non si presentò in aula. Più tardi quello stesso giorno la donna venne rinvenuta cadavere nel suo appartamento, uccisa da un colpo di arma da fuoco. La giuria rimase terrorizzata dall'evento; nessuno sapeva se Ramirez aveva avuto indirettamente qualcosa a che fare con l'omicidio, orchestrando il tutto dalla sua cella. In realtà Ramirez non era responsabile della morte della Singletary: la donna era stata uccisa dal suo fidanzato, che in seguito si suicidò.
All'epoca del processo, Ramirez aveva numerose fan che gli scrivevano appassionate lettere d'amore in carcere. A partire dal 1985, la giornalista freelance Doreen Lioy gli scrisse circa 75 lettere durante la sua incarcerazione. Nel 1988 Ramirez le propose di sposarlo, e il 3 ottobre 1996 la coppia si sposò nel carcere di San Quintino. La Lioy ha ripetutamente affermato che si sarebbe suicidata il giorno in cui Ramirez fosse stato giustiziato.

### Morte
Richard Ramirez, detenuto nel Carcere di San Quintino, si ammalò di linfomi a cellule B; a inizio giugno 2013 questa malattia, aggravata da una pregressa forma cronica di epatite C e dai danni subiti in passato a causa della droga, gli rese necessario il ricovero al vicino Marin General Hospital di Greenbae, e morì qualche giorno dopo all'età di 53 anni.

## Riferimenti nella cultura di massa
- Ramírez era un grande fan degli AC/DC, in particolare della canzone Night Prowler presente sull'album della band intitolato Highway to Hell e pubblicato nel 1979. La stessa polizia confermò che Ramirez aveva lasciato un cappellino degli AC/DC sulla scena di uno dei suoi crimini.[2]
- Lo pseudonimo di Jeordie Osborne White, ex bassista di Marilyn Manson, è Twiggy Ramirez, nome nato dall'unione di un'icona della moda, Twiggy, e del serial killer Richard Ramirez.
- La band statunitense death metal Macabre gli ha dedicato la canzone Nightstalker contenuta nell'album Sinister Slaughter del 1993.
- Anche la band italiana speed metal Baphomet's Blood gli ha dedicato una canzone, intitolata Nightstalker, contenuta nell'album Satanic Metal Attack del 2006.
- La band giapponese Church of Misery gli ha dedicato una delle sue prime canzoni, Where Evil Dwells, contenuta nello split con gli Iron Monkey e nella raccolta Early Works.
- La band death/grind messicana Brujeria menziona Ramirez nella canzone Matando Gueros, contenuta nell'omonimo album.
- Il duo SKYND gli ha dedicato una canzone, intitolata Richard Ramirez, contenuta nel loro primo EP Chapter I.
- Nella serie horror antologica American Horror Story, nella quinta stagione, compare Richard Ramirez; nella serie televisiva infatti, il personaggio di Richard Ramirez, interpretato da Anthony Ruivivar, visita l'infestato Hotel in cui si svolge l'intera vicenda (l'hotel della serie televisiva, che prende il nome fittizio di "Hotel Cortez", è ispirato all'Hotel Cecil di Los Angeles, luogo di morti, sparizioni e misteri). Egli fa ritorno nella stagione nove (1984), interpretato stavolta da Zach Villa.
- Nel 2021 è stata distribuita sulla piattaforma di streaming Netflix la serie Night Stalker: caccia a un serial killer, documentario in quattro puntate sulla storia dei crimini di Ramirez.[9]
- Ramirez viene citato nella canzone Godzilla dei rapper Eminem e Juice Wrld.
- Nel film MaXXXine del 2024 diretto da Ti West viene spesso citato nei notiziari il night stalker.
- Il gruppo musicale statunitense Sun Kil Moon ha composto la canzone Richard Ramirez Died Today of Natural Causes, nona traccia dell'album Benji del 2014.